# Parc national Nobel
Pour les articles homonymes, voir Nobel.
Le parc national Nobel  (en ukrainien : Нобельський національний природний парк) est un  parc national de l'oblast de Rivne situé au nord de l'Ukraine.

## Histoire
Le 11 avril 2019, le décret présidentiel consacre la réserve naturelle du lac éponyme. 

## Géographie
Il est proche des parcs national de Pripyat-Stokhid et de la réserve de Rivne. Il englobe les lacs de Mlyn, Nobel, Ostrivke, Velyke le long de la rivière Pripiat et est desservi par le chemin de fer à voie étroite de Antonivka-Zarichne.

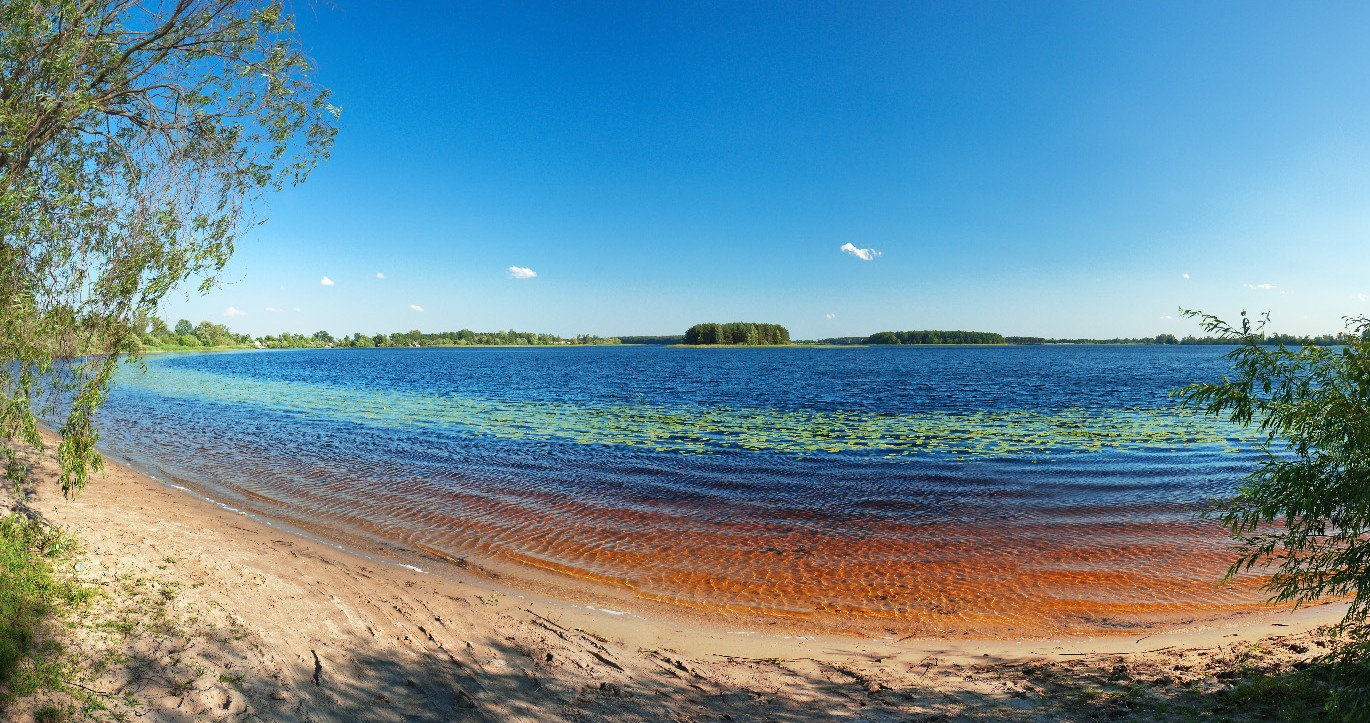
Le lac Nobel
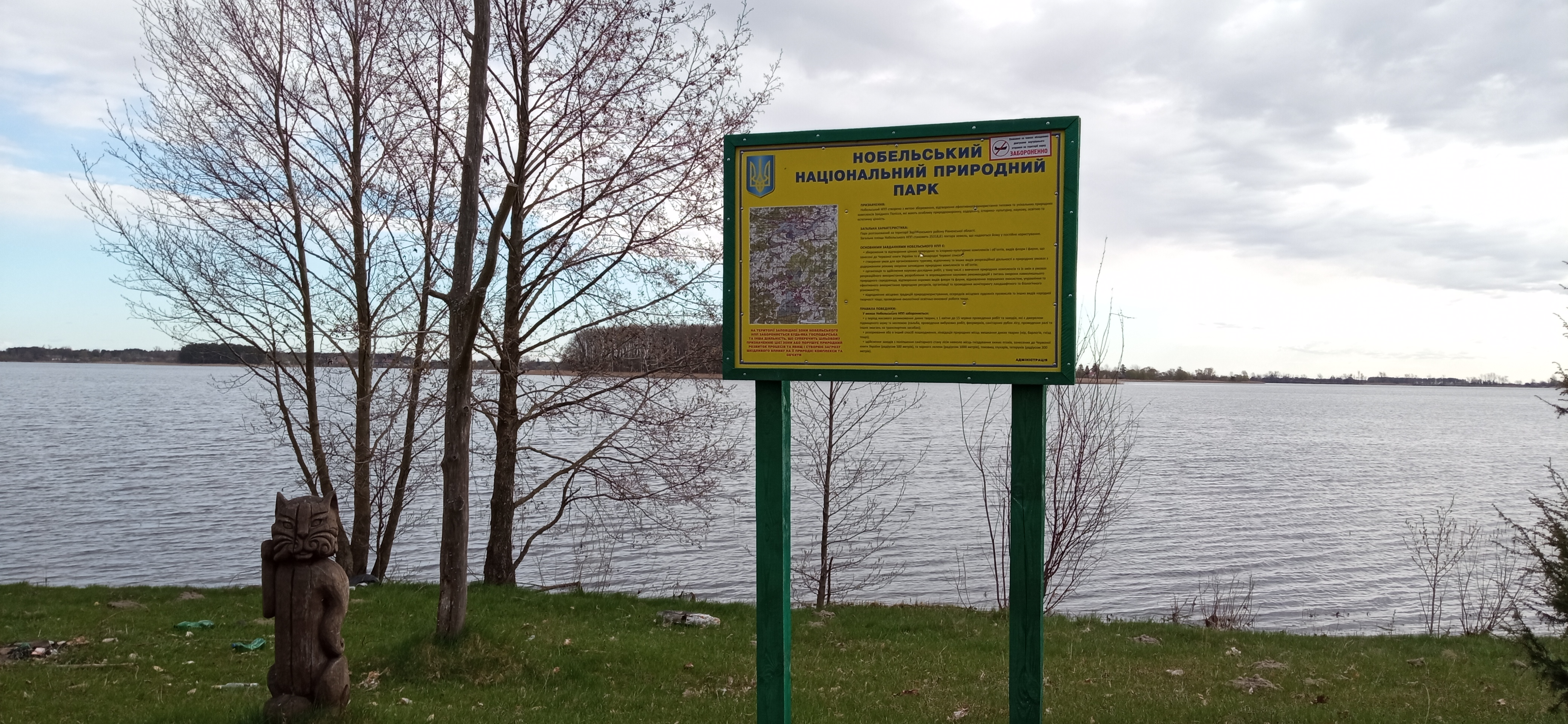
Panneau du parc,
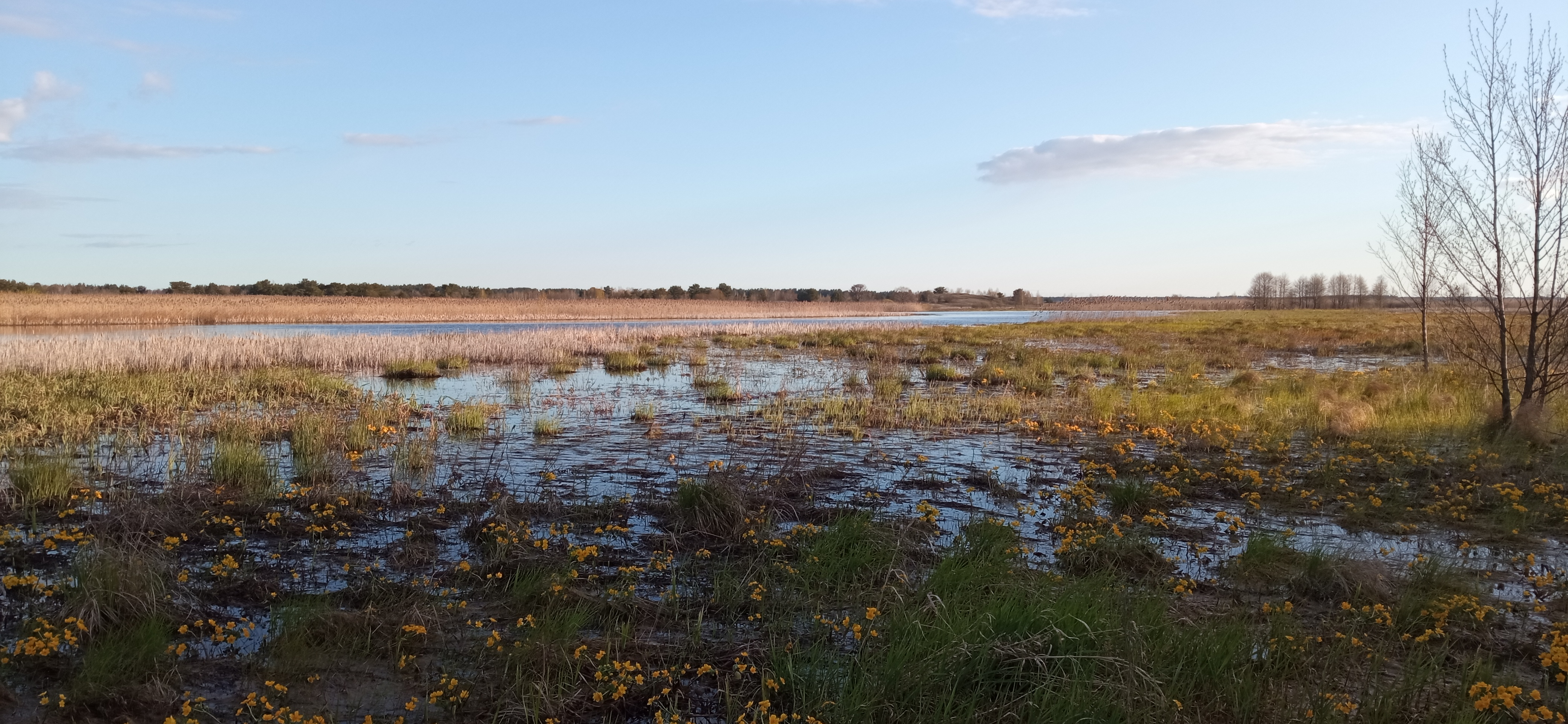
zone inondable.

## Sources
- (uk) Cet article est partiellement ou en totalité issu de l’article de Wikipédia en ukrainien intitulé « Нобельський національний природний парк » (voir la liste des auteurs).